# Bitwa pod Wiewcem
Bitwa pod Wiewcem – bitwa stoczona 6 października 1863 roku pomiędzy powstańcami styczniowymi pułkownika Kajetana Słupskiego a wojskami rosyjskimi pod dowództwem pułkownika Tarasienki.

## Przebieg bitwy
6 października 1863 na polach w okolicach Wiewca i Krzywanic  doszło do starcia powstańczego oddziału kawaleryjskiego pułkownika Kajetana Słupskiego, w sile 240 ludzi, a ścigającymi go wojskami moskiewskimi z garnizonu kaliskiego pod dowództwem pułkownika Tarasienki.
 W skład oddziału rosyjskiego wchodził szwadron huzarów, 150 kozaków, 2 roty piechoty oraz 2 działa.

Słupski umiejętnie manewrując praktycznie uniemożliwił piechocie rosyjskiej i artylerii wzięcie udziału w bitwie. Powstańcza konnica trzykrotnie szarżowała na zajmującą pozycje kawalerię rosyjską, za każdym razem zmuszając ją do ustąpienia z pola walki.
W bitwie zginęło 5 powstańców, 6 odniosło rany. Straty moskiewskie były większe. W mogile pod Krzywanicami zostali pochowani 2 oficerowie, 9 huzarów i 8 kozaków. Jednego poległego Rosjanie zabrali z miejsca bitwy, w Radomsku leczono 13 rannych, 2 z nich zmarło.
Polegli powstańcy zostali pochowani na cmentarzu w Wiewcu byli to:
- Wincenty Juskiewicz 38 lat
- Józef Modrzejewski 29 lat
- Adam Raur 30 lat
- Julian Slezenger 30 lat
- Tenczyc (pseudonim)  ok. 30 lat, niewiadomego imienia i nazwiska.[2]Wg krótkiego biogramu z Pamiątki dla Rodzin Polskich Zygmunta Kolumny Tenczyc pochodził z Litwy, miał wyższe wykształcenie, 18 lat, w boju śmiały i zapalający się, od towarzyszów lubiany.[3]